# Lista de vereadores de Ribeirão Preto da 11.ª Legislatura
Esta é a lista de vereadores de Ribeirão Preto, município brasileiro do estado de São Paulo.
São relacionados os nomes dos parlamentares da 11ª legislatura de Ribeirão Preto, que assumiram o cargo em 1º de janeiro de 1993 até 31 de dezembro de 1996. O prefeito da época, era Antônio Palocci.

## Mesa Diretora
| (1996)                          |                       |                        |                           |
| Nome                            | Início do mandato     | Fim do mandato         | Cargo                     |
| Valério Veloni (PFL)            | 1º de janeiro de 1996 | 31 de dezembro de 1996 | Presidente da Câmara      |
| Sílvio Martins (PMDB)           | 1º de janeiro de 1996 | 31 de dezembro de 1996 | Vice-presidente da Câmara |
| Plauto Garcia Leal (PSDB)       | 1º de janeiro de 1996 | 31 de dezembro de 1996 | 1º Secretário             |
| Antônio Carlos Morandini (PMDB) | 1º de janeiro de 1996 | 31 de dezembro de 1996 | 2º Secretário             |

| (1995)                        |                       |                        |                           |
| Nome                          | Início do mandato     | Fim do mandato         | Cargo                     |
| Cícero Gomes da Silva (PTB)   | 1º de janeiro de 1995 | 31 de dezembro de 1995 | Presidente da Câmara      |
| Delcides Canelli (PC do B)    | 1º de janeiro de 1995 | 31 de dezembro de 1995 | Vice-presidente da Câmara |
| Vicente Seixas (PSDB)         | 1º de janeiro de 1995 | 31 de dezembro de 1995 | 1º Secretário             |
| Rafael Antônio da Silva (PDT) | 1º de janeiro de 1995 | 31 de dezembro de 1995 | 2º Secretário             |

| (1994)                          |                       |                        |                           |
| Nome                            | Início do mandato     | Fim do mandato         | Cargo                     |
| Antônio Carlos Morandini (PMDB) | 1º de janeiro de 1994 | 31 de dezembro de 1994 | Presidente da Câmara      |
| Coraucci Netto (PFL)            | 1º de janeiro de 1994 | 31 de dezembro de 1994 | Vice-presidente da Câmara |
| Valério Veloni (PFL)            | 1º de janeiro de 1994 | 31 de dezembro de 1994 | 1º Secretário             |
| Mauro César de Mello (PTB)      | 1º de janeiro de 1994 | 31 de dezembro de 1994 | 2º Secretário             |

| (1993)                      |                       |                        |                           |
| Nome                        | Início do mandato     | Fim do mandato         | Cargo                     |
| Cícero Gomes da Silva (PTB) | 1º de janeiro de 1993 | 31 de dezembro de 1993 | Presidente da Câmara      |
| Plauto Garcia Leal (PSDB)   | 1º de janeiro de 1993 | 31 de dezembro de 1993 | Vice-presidente da Câmara |
| Xavier (PFL)                | 1º de janeiro de 1993 | 31 de dezembro de 1993 | 1º Secretário             |
| Wandeir Silva (PPR)         | 1º de janeiro de 1993 | 31 de dezembro de 1993 | 2º Secretário             |

## Lista de Vereadores
|    | Nome                                                   | Partido                                            | Votos | %    | Observações |
| -- | ------------------------------------------------------ | -------------------------------------------------- | ----- | ---- | --- |
| 1  | José Nillo Coraucci Netto                              | Partido da Frente Liberal (PFL)                    | 6.505 | 2,78 | 2º mandato |
| 2  | Baleia Rossi                                           | Partido do Movimento Democrático Brasileiro (PMDB) | 4.410 | 1,76 | 1º mandato |
| 3  | Rafael Antônio da Silva                                | Partido Democrático Trabalhista (PDT)              | 3.396 | 1,45 | 2º mandato |
| 4  | Sebastião Xavier                                       | Partido da Frente Liberal (PFL)                    | 2.993 | 1,28 | 3º mandato |
| 5  | Valério Veloni                                         | Partido da Frente Liberal (PFL)                    | 2.459 | 1,05 | 2º mandato |
| 6  | Cícero Gomes da Silva                                  | Partido Trabalhista Brasileiro (PTB)               | 2.341 | 1,00 | 4º mandato |
| 7  | Delcides Luís Canelli                                  | Partido Comunista do Brasil (PC do B)              | 2.155 | 0,92 | 1º mandato |
| 8  | Antônio Carlos Morandini (Ribeirão Preto, 10.10.1943–) | Partido do Movimento Democrático Brasileiro (PMDB) | 2.132 | 0,91 | 3º mandato Era do PDC ao se eleger; se fundiu com o PDS; e se filiou ao PMDB                                                                       |
| 9  | Plauto Garcia Leal Filho                               | Partido da Social Democracia Brasileira (PSDB)     | 2.120 | 0,91 | 2º mandato Era do PDC ao se eleger; se fundiu com o PDS; e se filiou ao PMDB                                                                       |
| 10 | Justiniano Vicente Seixas                              | Partido da Social Democracia Brasileira (PSDB)     | 1.979 | 0,85 | 4º mandato Era do PDC ao se eleger; se fundiu com o PDS; e se filiou ao PMDB                                                                       |
| 11 | Isac Jorge Filho                                       | Partido da Social Democracia Brasileira (PSDB)     | 1.926 | 0,82 | 1º mandato |
| 12 | Antônio Lorenzato (Ribeirão Preto, 24.08.1943–)        | Partido Democrata Cristão (PDC)                    | 1.909 | 0,82 | 2º mandato O PDC fundiu-se com o PDS; não se sabendo ao certo qual partido foi depois da fusão, porém, em 2000, se sabe que se candidatou pelo PPS |
| 13 | Joana Leal Garcia                                      | Partido dos Trabalhadores (PT)                     | 1.845 | 0,79 | 1º mandato |
| 14 | Dácio Eduardo Leandro Campos                           | Partido Popular Socialista (PPS)                   | 1.653 | 0,71 | 3º mandato. Era do PMDB ao se eleger |
| 15 | Carlos Leopoldo Teixeira Paulino                       | Partido Socialista Brasileiro (PSB)                | 1.636 | 0,70 | 3º mandato |
| 16 | Wandeir Gomes da Silva                                 | Partido Progressista Brasileiro (PPB)              | 1.615 | 0,69 | 1º mandato. Era do PDS ao se eleger, depois PPR |
| 17 | Darcy Vera                                             | Partido Progressista Brasileiro (PPB)              | 1.588 | 0,68 | 1º mandato Substituiu Fernando Chiarelli; era do PDS ao se eleger, depois, PPR 23.08.1995 - 31.12.1996                                             |
| 18 | Mauro César de Mello                                   | Partido Trabalhista Brasileiro (PTB)               | 1.558 | 0,67 | 3º mandato |
| 19 | Sílvio Martins                                         | Partido do Movimento Democrático Brasileiro (PMDB) | 1.515 | —    | 1º mandato. Entrou no lugar de João Gilberto Sampaio Filho 20.05.1995 - 31.12.1996                                                                 |
| 20 | Delvita Pereira Alves (Alto Alegre, 19.04.1946–)       | Partido da Social Democracia Brasileira (PSDB)     | 1.436 | 0,61 | 1º mandato |
| 21 | José Rubens Vieira                                     | Partido Trabalhista Brasileiro (PTB)               | 1.413 | —    | 2º mandato |

### Mandatos Incompletos
|  | Nome                        | Partido                                            | Votos | %    | Observações |
|  | --------------------------- | -------------------------------------------------- | ----- | ---- | --- |
|  | João Gilberto Sampaio Filho | Partido do Movimento Democrático Brasileiro (PMDB) | 4.634 | 1,98 | 3º mandato. Faleceu. 01.01.1993 - 20.05.1995 |
|  | Fernando Chiarelli          | Partido Progressista Reformador (PPR)              | 2.133 | 0,91 | 1º mandato Cassado por quebra de decoro ; na época em que foi cassado, seu partido ainda se chamava PPR, e depois virou o PPB. 01.01.1993 - 23.08.1995 |

## Legislatura Anterior
10ª

## Legislatura Posterior
12ª